# Maytenus rupestris
Maytenus rupestris là một loài thực vật có hoa trong họ Dây gối. Loài này được Pirani & Carv.-Okano mô tả khoa học đầu tiên năm 1999.